# Brussels (Illinois)
Brussels – wieś w USA, położona w hrabstwie Calhoun w stanie Illinois.

## Informacje ogólne
Brussels stanowi siedzibę zarządu schroniska Two Rivers National Wildlife Refuge, które jest znane z dużej populacji bielika amerykańskiego. Schronisko wzięło swą nazwę od dwóch rzek, które płyną niedaleko Brussels, rzeka Illinois i Missisipi.
Brussels posiada jeden okręg szkolny (nr 42), który składa się z jednej szkoły podstawowej (Brussels Grade School) i szkoły średniej (Brussels High School). Do tego okręgu należą pobliskie wspólnoty takie jak Meppen, Golden Eagle oraz część Batchtown. Oprócz publicznego systemu oświaty, w Brussels działa również parafialna szkoła podstawowa św. Marii. Szkoła średnia jest niewielka i liczebność uczniów zazwyczaj oscyluje wokół 70 osób.
Główna ulica wioski jest zabytkowym obszarem wpisanym do Narodowego Rejestru Zabytków.

## Geografia
Według United States Census Bureau całkowita powierzchnia wioski wynosi 1,6 km², żadnej części obszaru nie stanowią zbiorniki wodne.

## Demografia
Według spisu z roku 2000, wioska liczyła 141 mieszkańców w 40 rodzinach oraz 60 gospodarstw domowych. Gęstość zaludnienia wynosiła ok. 89,2 os./km². Całość populacji należała do rasy białej, w tym 2,84% stanowili Latynosi.
Na 118 osób powyżej 15 roku życia, 23,7% nie zawarło nigdy związku małżeńskiego; 56,8% przebywało w związku; 3,4% w separacji; 6,8% stanowiły wdowy, a 9,3% rozwiedzeni.
Populację wioski w 20,6% stanowiły osoby poniżej 18 roku życia; 11,3% osoby w przedziale wiekowym 18-24; 27,7% w przedziale 25-44; 20,6% w przedziale 45-64 i 19,9% osoby powyżej 65 roku życia. Średni wiek wynosił 39 lat. Na każde 100 kobiet przypadało 104,3 mężczyzn. Na każde 100 kobiet powyżej 18 roku życia przypadało 89,8 mężczyzn. 
Średni przychód na gospodarstwo domowe wynosił 40 938 dolarów, zaś średni przychód na rodzinę to 46 250 dolarów. Mężczyźni zarabiali średnio 29 375, a kobiety 15 417 dolarów. Przychód na osobę wyniósł 16 281 dolarów. Około 11,4% populacji, a 5,7% rodzin żyło poniżej granicy ubóstwa. W całej populacji bieda dotyczyła głównie ludzi starszych, poniżej tej granicy żyło 17,4% osób powyżej 65 roku życia.